# MiFID
MiFID (англ. The Markets in Financial Instruments Directive) — Директива Евросоюза «O рынках финансовых инструментов». В разработке Директивы участвовало Управление по финансовому регулированию и надзору Великобритании (Financial Service Authority, FSA).
Данная директива заменила предшествующую директиву «Об инвестиционных услугах» («Investment Services Directive» (ISD)) и является частью плана ЕС по созданию единого европейского рынка финансовых инструментов и услуг.
Требования MiFID распространяются на 27 стран членов Евросоюза и 3 страны Европейской экономической зоны.
MiFID вводит новые правила регулирования, направленные, в частности, на увеличение прозрачности отчетности по операциям с акциями и производными инструментами. Основными областями применения MiFID, являются:
- Деятельность бирж и других не регулируемых в настоящее время торговых институтов;
- Установление требований пред- и постторговой прозрачности для сделок с ценными бумагами;
- Расширение диапазона инвестиционных услуг и продуктов, требующих авторизации;
- Обеспечение возможности осуществлять международную деятельность через открытие филиалов в других странах ЕС инвестиционным компаниям, предварительно получившим авторизацию от национальных регуляторов.

Директива, среди прочего, требует от инвестиционных фирм внесения ряда изменений в свои операционные процедуры, такие, как отчеты о транзакциях и хранение информации в течение пяти лет.
Директива MiFID вступила в силу с 1 ноября 2007 года.

### MiFID: перевод на русский язык
- Директива 2004/39/ЕС Европейского парламента и Совета от 21 апреля 2004 года
- Д. Г. Белых. MiFID: перевод на русский язык. Текст с последними изменениями от 24 ноября 2010

### Документы Еврокомиссии
- European Commission — MiFID page
- European Commission — MiFID Level 2 page including Frequently Asked Questions and Background Notes
- European Commission — Reports required by the Markets in Financial Instruments Directive

### Документы Управления финансового контроля Британии
- Planning for MiFID (November 2005)
- Joint Implementation Plan (May 2006)
- Discussion Paper 06/3: Implementing MiFID’s best execution requirements (May 2006)
- Consultation Paper 06/9: Organisational systems and controls: common platform for firms (May 2006)
- Consultation Paper 06/14: Implementing MiFID for Firms and Markets (July 2006)
- Implementing MiFID’s client classification requirements (August 2006)
- Consultation Paper 06/19: Reforming Conduct of Business Regulation (October 2006)
- Consultation Paper 06/20: Financial promotion and other communications (October 2006)
- MiFID Multilingual Glossary